# J. C. Quinn
Pour les articles homonymes, voir Quinn.
J. C. Quinn est un acteur américain, né le 30 novembre 1940 à Philadelphie (Pennsylvanie), mort le 10 février 2004 à Ciudad Juárez (État de Chihuahua).

## Biographie
J. C. Quinn étudie l'art dramatique à New York, où il entame sa carrière d'acteur au théâtre. Notamment, il joue à Broadway en 1981, dans la pièce Heartland de Kevin Heelan, aux côtés de Sean Penn. Signalons aussi trois pièces Off-Broadway, la première en 1974.
Au cinéma, il contribue à quarante-cinq films, majoritairement américains, depuis On the Yard de Raphael D. Silver (1978, avec John Heard et Thomas G. Waites) jusqu'à Cybertraque de Joe Chappelle (2000, avec Skeet Ulrich et Russell Wong).
Entretemps, citons Brubaker de Stuart Rosenberg (1980, avec Robert Redford et Yaphet Kotto), Comme un chien enragé de James Foley (1986, avec Christopher Walken et Sean Penn), Abyss de James Cameron (1989, avec Ed Harris et Mary Elizabeth Mastrantonio) et Primary Colors de Mike Nichols (1998, avec John Travolta et Emma Thompson).
À la télévision, J. C. Quinn apparaît dans vingt-deux séries entre 1984 et 2000, dont Deux flics à Miami (un épisode, 1986), Côte Ouest (deux épisodes, 1992) et Les Nouveaux Professionnels (un épisode, 1999).
S'ajoutent onze téléfilms entre 1983 et 1999, dont Mère avant l'heure de Graeme Campbell (1997, avec George C. Scott et Rachael Leigh Cook).
Il meurt au Mexique en 2004, à 63 ans, dans un accident de la route.

## Théâtre (sélection)

### Off-Broadway
- 1974 : Short Eyes (en) de Miguel Pinero : le sergent Morrison
- 1978 : Fathers and Sons de Thomas Babe : rôle non spécifié
- 1980 : Salt Lake City Skyline de Thomas Babe : Jérusalem Slim

### Broadway
- 1981 : Heartland de Kevin Heelan : Skeet

## Filmographie partielle

### Cinéma
(films américains, sauf mention contraire)
- 1978 : QHS (On the Yard) de Raphael D. Silver : Luther
- 1979 : L'Arme au poing (Firepower) de Michael Winner (film britannique) : Dunn
- 1980 : Brubaker de Stuart Rosenberg : le premier coiffeur
- 1980 : Gloria de John Cassavetes : le quatrième chauffeur sur Riverside
- 1983 : Un flic aux trousses (Eddie Macon's Run) de Jeff Kanew : Shorter
- 1983 : Le Mystère Silkwood (Silkwood) de Mike Nichols : Curtis Schultz
- 1984 : CHUD (C.H.U.D.) de Douglas Cheek : Murphy
- 1985 : Vision Quest (Crazy for You) d'Harold Becker : Elmo
- 1986 : Comme un chien enragé (At Close Range) de James Foley : Boyd
- 1986 : Maximum Overdrive de Stephen King : Duncan
- 1986 : Le Maître de guerre (Heartbreak Ridge) de Clint Eastwood : le sergent de l'intendance
- 1986 : Love Dream de Charles Finch
- 1987 : Barfly de Barbet Schroeder : Jim
- 1988 : Blanc de Chine de Denys Granier-Deferre (film français) : Mayotte
- 1988 : Quand les jumelles s'emmêlent (Big Business) de Jim Abrahams : Garth Ratliff
- 1989 : Turner et Hooch (Turner and Hooch) de Roger Spottiswoode : Walter Boyett
- 1989 : Abyss (The Abyss) de James Cameron : Arliss « Sonny » Dawson
- 1990 : Jours de tonnerre (Days of Thunder) de Tony Scott : Waddell
- 1992 : The Babe d'Arthur Hiller : Jack Dunn
- 1992 : Présumé coupable (All-American Murder) d'Anson Williams : Harry Forbes
- 1992 : CrissCross de Chris Menges : Jetty
- 1995 : The Prophecy de Gregory Widen : Burrows
- 1996 : Hit Me de Steven Shainberg : Fred Bascomb
- 1997 : Le Suspect idéal (Deceiver) de Jonas et Josh Pate : le prêtre
- 1998 : Primary Colors de Mike Nichols : l'oncle Charlie
- 1998 : Digging to China de Timothy Hutton : le prêtre
- 2000 : Animal Factory de Steve Buscemi : Ivan McGhee
- 2000 : Cybertraque (Takedown ou Track Down) de Joe Chappelle : le sergent Tom Janks

### Télévision

#### Séries télévisées
- 1985 : Cagney et Lacey (Cagney and Lacey)
  - Saison 4, épisode 21 Violation d'Allen Baron : M. Patterson
- 1986 : Capitaine Furillo (Hill Street Blues)
  - Saison 6, épisode 20 Look Homeward, Ninja de John Tiffin Patterson : Jumper
- 1986 : Deux flics à Miami (Miami Vice)
  - Saison 2, épisode 23 On connaît la musique (Sons and Lovers) : l'agent Harrison
- 1987 : Le Monde merveilleux de Disney (The Wonderful World of Disney ou Disneyland)
  - Saison 31, épisode 20 Le Jeune Harry Oudini (Young Harry Oudini) : Slats
- 1988 : Les Incorruptibles de Chicago (Crime Story)
  - Saison 2, épisode 12 Femme fatale (titre original) de Jan Eliasberg : Bert Henshaw
- 1990 : Booker
  - Saison unique, épisode 19 Oncle Booker (Molly and Eddie) de David Nutter : Stanton
- 1990 : Le Père Dowling (Father Dowling Mysteries)
  - Saison 3, épisode 10 The Christmas Mystery de James Frawley : l'agent de sécurité
- 1991 : Les Dessous de Palm Beach (Silk Stalkings)
  - Saison 1, épisode 2 Direction Babylone (Going to Babylon) : Arliss
- 1991 : Code Quantum (Quantum Leap)
  - Saison 4, épisode 10 La vie ne tient qu'à une chaîne (Unchained) de Michael Watkins : Boss Cooley
- 1992 : Cheers
  - Saison 10, épisode 23 La Guerre des Bars – Le Retour de la revanche (Bar Wars VI: This Time It's for Real) : Carmichael
- 1992 : Côte Ouest (Knots Landing)
  - Saison 14, épisode 1 Meg a disparu (Found and Lost) et épisode 2 Un étrange amour (Lovers and Other Strangers) : Zack
- 1993 : Coup de foudre à Miami (Moon Over Miami)
  - Saison unique, épisode 5 Cinderello, épisode 9 Quiero Vivir de Melanie Mayron, épisode 10 In a Safe Place, épisode 12 Small Packages d'Allan Arkush et épisode 13 Watching the Detectives : Barnes
- 1998 : De la Terre à la Lune (From the Earth to the Moon), mini-série, épisode 12 Le Voyage dans la Lune (titre original) de Jonathan Mostow : le technicien des effets spéciaux
- 1998 : Dawson (Dawson's Creek)
  - Saison 2, épisode 5 Nuit blanche à Capeside (Full Moon Rising) de David Semel : le client solitaire
- 1999 : Les Nouveaux Professionnels (CI5: The New Professionals)
  - Saison unique, épisode 13 Danger de mort à Washington (Glory Days) de John Davies : Marmet

#### Téléfilms
- 1983 : An Invasion of Privacy de Mel Damski : Wilbur Purdy
- 1990 : L'Escroc et moi (The Secret Life of Archie's Wife) de James Frawley : Sebastian
- 1991 : L'Affaire Kate Willis (The Rape of Doctor Willis) de Lou Antonio : le détective Joe Porter
- 1996 : Liaisons obscures (To Love, Honor and Deceive) de Michael Watkins : Louie
- 1997 : Mère avant l'heure (Family Rescue) de Graeme Campbell : Jimmy Tulin
- 1997 : Enterré vivant 2 (Buried Alive II) de Tim Matheson : Curtis
- 1999 : Holy Joe de Larry Peerce : Bob